# Jaldia Abubakra
Jaldia Abubakra (Gaza, 28 de febrero de 1967) es una activista palestina referente de la lucha palestina en el Estado español.  

## Biografía
Nació en un campo para personas refugiados,en Gaza en 1967, donde vivió hasta los nueva años.Se considera vecina de la ocupada Beerseba, la ciudad más importante del desierto del Naqab (Néguev), de donde su familia fue expulsada durante la Nakba de 1948 a la Franja de Gaza.Jaldia y su hermana se quedaron sin familia en Gaza y las mandaron con familiares que vivían en El Cairo. De allí se trasladó a Madrid,a donde llegó como exiliada política en 1985.Tiene nacionalidad española, y sueña con poder volver a su ciudad algún día.

### Trayectoria activista
En 2017 fue cofundadora del movimiento feminista y anticolonialista Alkarama, o de Samidoun, la red internacional de solidaridad con los presos palestinos.Y ha sido una de las impulsoras de Masar Badil ‘Movimiento Ruta Revolucionaria Alternativa Palestina’, movimiento de izquierdas y laicos,que trata de tejer una alianza entre distintas asociaciones y colectivos de la diáspora palestina para mantener viva la lucha contra la ocupación colonial y sostener el apoyo a la resistencia.

### Trayectoria política
Se presentó a las primarias de Ahora Madrid, bajo la candidatura de Mauricio Valiente, sin conseguir entrar. En octubre de 2015 se presentó a las primarias de Ahora en Común, donde fue la segunda más votada, lo que le valió ser la número 2 al Senado en la candidatura liderada por Alberto Garzón. No pudo celebrar su elección ni participar en la campaña, y estuvo a punto de perderse la cita electoral, al estar retenida por las autoridades israelíes desde agosto hasta diciembre de 2015.

## Vida personal
Está casada con un español, y sus cuatro hijos son españoles.